# バーバラ・ペントランド
バーバラ・ペントランド（Barbara Pentland、1912年1月2日 - 2000年2月5日）は、カナダを代表する女性作曲家。芸術家としては第2次世界大戦後に頭角を顕した。

## 人物
ウィニペグの比較的に富裕で保守的な実家から猛反対に遭いながらも、初期の音楽活動に乗り出し、作曲家やピアニストとして、モントリオール、パリ、ジュリアード音楽学校大学院で修業を積む。1950年代より前の作風は、恩師アーロン・コープランドのほかに、パウル・ヒンデミットやイーゴリ・ストラヴィンスキーに影響されて、もっぱら新古典主義的な音楽語法を示している。だが、1955年にダルムシュタットを訪れてアントン・ウェーベルンの音楽に初めて接触。その後にウェーベルン的な手法による厳格なセリー技法を用いることはなかったものの、無調性の音楽語法を作曲様式や作曲技法に取り入れることになった。最上の作品群はこの時期に生み出されたと評されており、その楽曲を音楽学者のデイヴィッド・ゴードン・デュークは、「ウェーベルン流儀のテクスチュアや音組織の原理を取り入れながらも、とりわけ独自な抒情性で覆われている」と認めた。
生前にカナダの前衛音楽の第一人者として位置付けられてはいたものの、創作活動は実質的に闘いに彩られていた。「難解な」現代音楽の女性作曲家として、男性演奏家の抵抗に直面し、またしばしば同僚の作曲家から否定的に扱われた。教育活動に携わった期間は短く、ブリティッシュコロンビア大学に奉職したものの、学術的な基準ゆえに学科長と対立し、辞任している。健康の不安から、最後の10年間は作曲界から引退しており、最晩年はかなり忘れられた存在になっていた。
ペントランドの作品は、頻繁に演奏されているとは言いかねるものの、グレン・グールド（《影法師（Ombres/Shadows）》）やアンジェラ・ヒューイット（《線の習作（Studies in Line）》）らによって録音されており、とりわけロバート・ロジャーズが多数をとりあげている。